# Маркт Нордхајм
Маркт Нордхајм (њем. Markt Nordheim) град је у њемачкој савезној држави Баварска. Једно је од 38 општинских средишта округа Нојштат ан дер Ајш-Бад Виндсхајм. Према процјени из 2010. у граду је живјело 1.126 становника. Посједује регионалну шифру (AGS) 9575146.

## Географски и демографски подаци
Маркт Нордхајм се налази у савезној држави Баварска у округу Нојштат ан дер Ајш-Бад Виндсхајм. Град се налази на надморској висини од 332 метра. Површина општине износи 39,3 km². У самом граду је, према процјени из 2010. године, живјело 1.126 становника. Просјечна густина становништва износи 29 становника/km².